# Tour Acustico
Tour Acustico è la quinta tournée della cantautrice catanese Carmen Consoli, partita da Macerata il 20 novembre 2000 e terminata a Taormina il 14 luglio 2001.
Segue l'uscita dell'album Stato di necessità.
Il tour si è svolto nei teatri e negli anfiteatri, essendo questo appunto un "Tour Acustico".

## Il Tour
È stato il primo tour interamente acustico della cantante. Nel corso di questa tournée la cantante si è esibita con un'orchestra di 50 elementi ponendo l'attenzione sulle sue doti anche in versioni totalmente acustiche.

## La Scaletta
1-Un Sorso In Più
2-In Funzione Di Nessuna Logica
3-Je Suis Venue Te Dire Que Je M'En Vais
4-Contessa Miseria
5-Per Niente Stanca
6-Parole di Burro
7-L'Ultimo Bacio
8-Amado Mio
9-Bonsai #1
10-Geisha
11-Nessuno
12-Equilibrio Precario
13-Blunotte
14-Gamine Impertinente
15-Bèsame Giuda/Lady Marmalade
16-Venere
17-Anello Mancante
18-Non Volermi Male

## Band
| Strumento                           | Nome Musicista     |
| ----------------------------------- | ------------------ |
| Chitarra acustica, pianoforte, cori | Massimo Roccaforte |
| Contrabbasso, cori                  | Leandro Misuriello |
| Batteria, percussioni, cori         | Puccio Panettieri  |
| Violino                             | Elena Majoni       |
| Violoncello                         | Eszter Nagypal     |
| Mixer                               | Maurizio Nicotra   |
| Chitarra acustica, voce             | Carmen Consoli     |
| Orchestra diretta dal maestro       | Paolo Buonvino     |